# Kroschyn

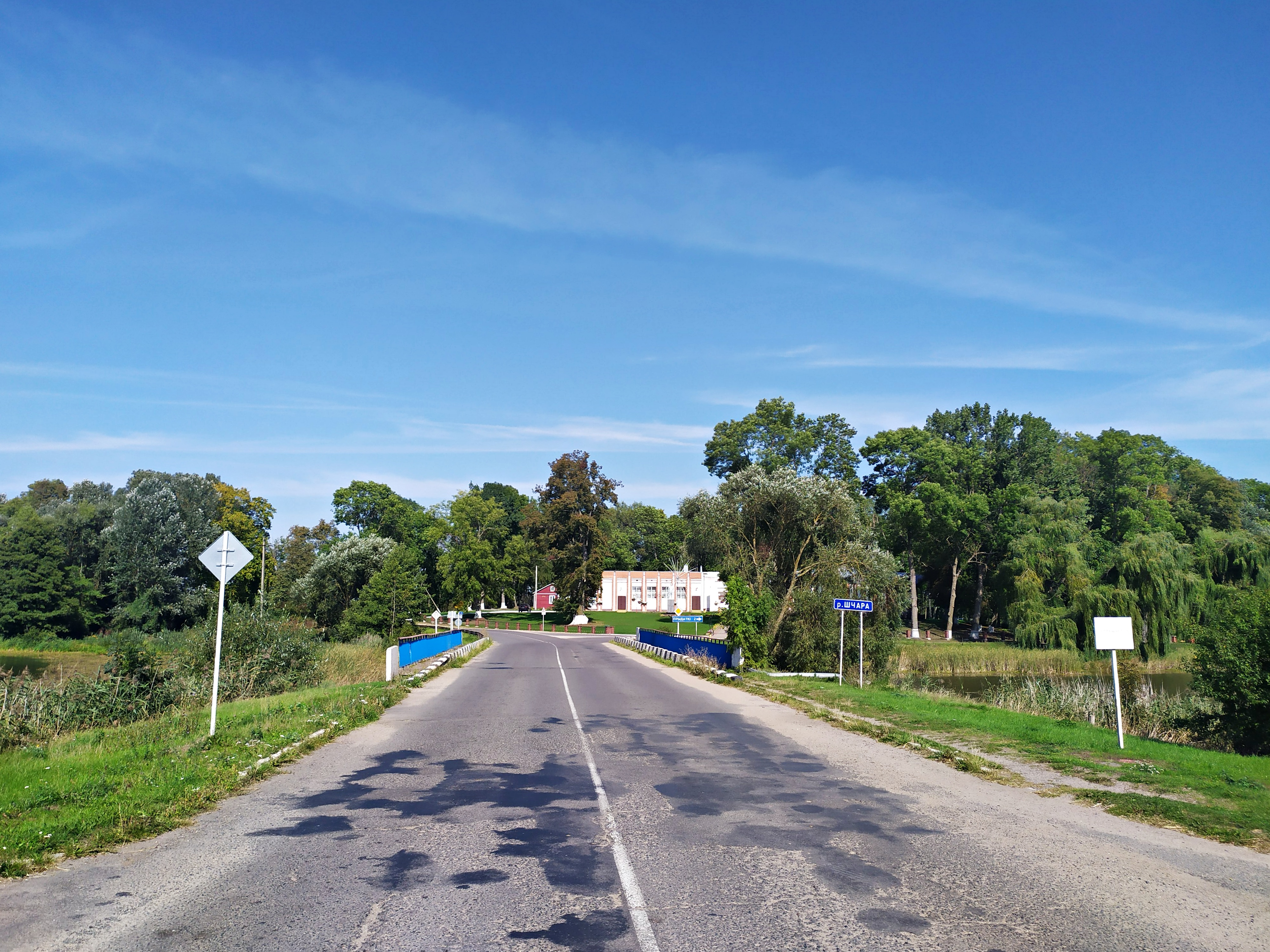
Brücke über der Schtschara in Kroschyn

Kroschyn (belarussisch Крошын, russisch Крошин) ist ein Dorf im Rajon Baranawitschy in der Breszkaja Woblasz in Belarus. Das Dorf liegt im Osten des Rajons an der Bahnlinie Brest – Minsk. Kroschyn ist das Zentrum des gleichnamigen Selsawets.
Der Ort liegt am Fluss Schtschara. Im Zentrum des Dorfes befindet sich ein künstlicher Teich mit Fließwasser, der durch den Bau des Staudammes an der Schtschara entstand.
Kroschyn war der Geburtsort des belarussischen Dichters Pauljuk Bahrym.
Auf dem Gelände des in den 1920er Jahren errichteten Klosters Leib Christi befindet sich ein Gedenkstein mit der Inschrift "vita brevis patria eterna" (Das Leben ist kurz, die Heimat ist ewig).